# Ryan Caulfield
Ryan Caulfield (Ryan Caulfield : Year One) est une série policière dramatique américaine en huit épisodes de 60 minutes créée par James DeMonaco et Kevin Fox et diffusée du 15 octobre 1999 au 22 octobre 1999 sur la FOX.
En France, la série fut diffusée sur Série Club au courant 1999.

## Distribution
- Sean Maher (VF : Cédric Dumond) : Ryan Caulfield
- Roselyn Sánchez (VF : Charlotte Marin) : Kim Veras
- Michael Rispoli (VF : Jean-François Aupied) : Officier Vincent Susser
- James Roday (VF : Tanguy Goasdoué) : Victor « Vic » Toback
- Chad Lindberg (VF : Vincent Crouzet) : Phil Harkins
- Clifton Powell (VF : Patrick Raynal) : le lieutenant Keith Vaughn
- Brenda Bakke (VF : Véronique Augereau) : Rachel Caulfield
- Nick Vallelonga (VF : Constantin Pappas) : Leo Palermo

- Version française
  - Société de doublage : Kayenta Production[1]
  - Direction artistique : Philippe Peythieu[1]

Sources VF : Doublage Séries Database

## Épisodes
1. titre français inconnu (Pilot)
2. titre français inconnu (A Night at the Gashole)
3. titre français inconnu (Po-Piggity and Other Racial Slurs)
4. titre français inconnu (Nocturnal Radius)
5. titre français inconnu (November Heat)
6. titre français inconnu (Sex and St. Michael)
7. titre français inconnu (Absolution)
8. titre français inconnu (Bluefellas)